# Zespół Elektrowni Wodnych Solina-Myczkowce

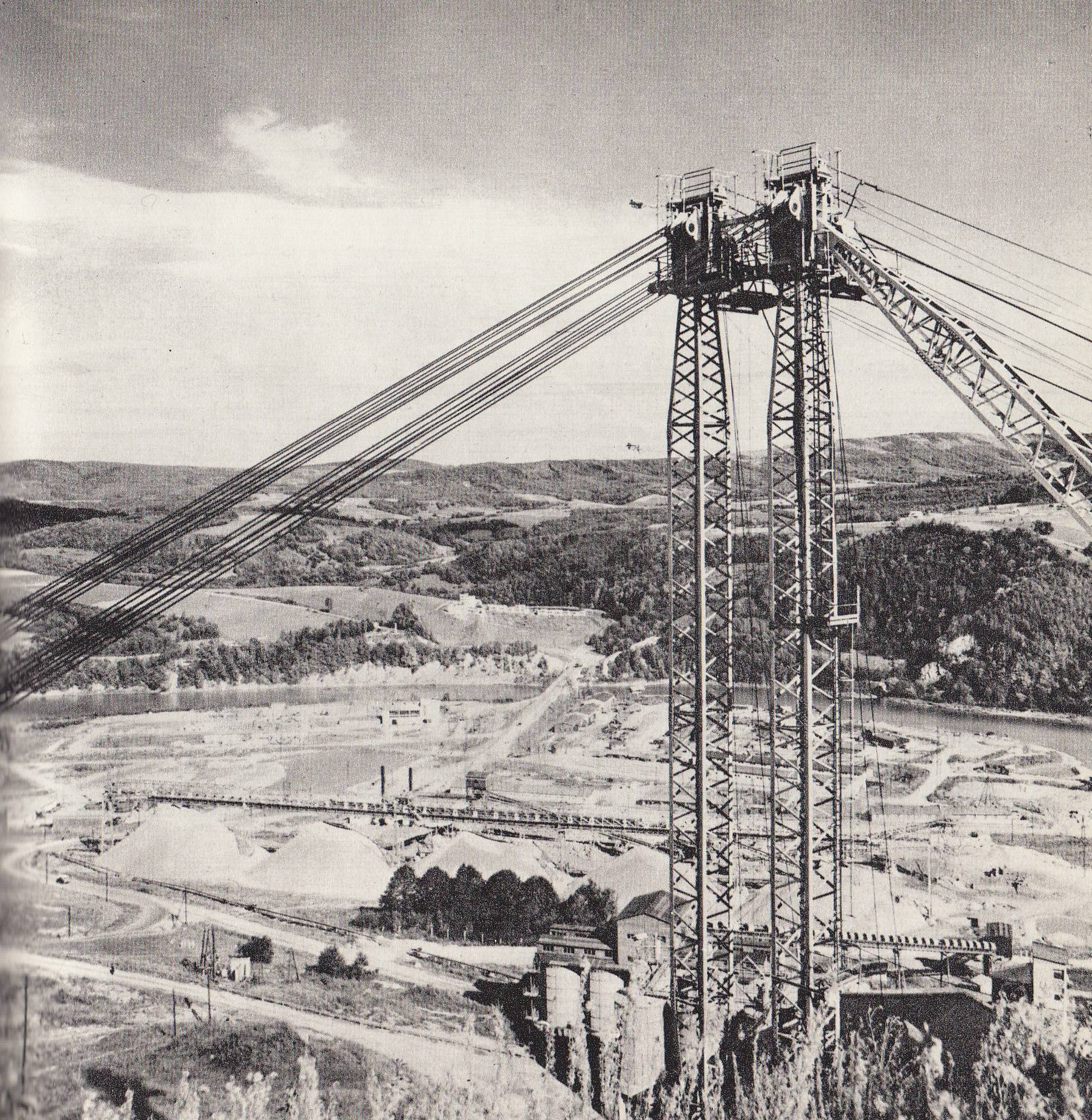
Prace budowlane przy wznoszeniu Zapory w Solinie

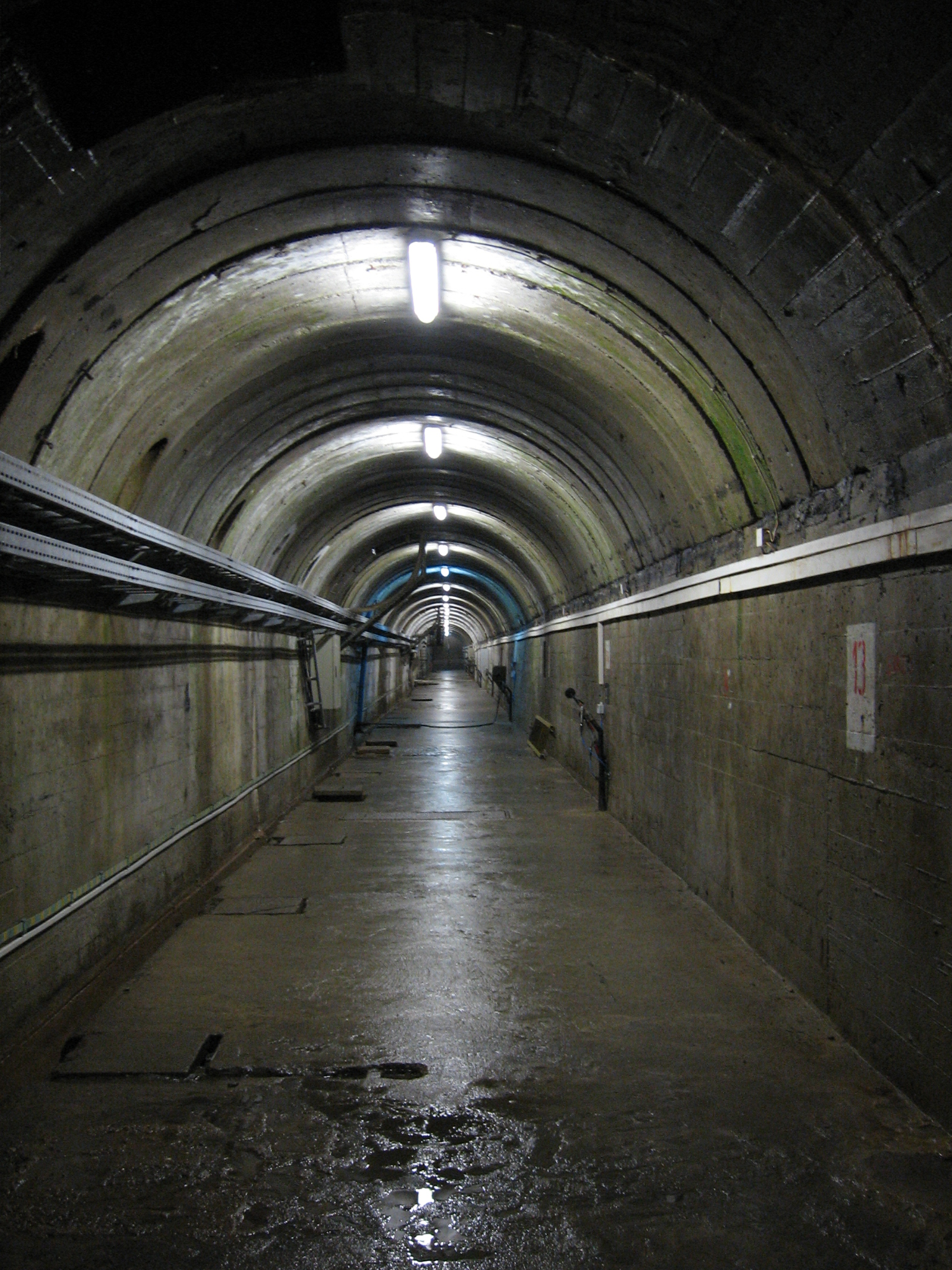
Galeria techniczna w zaporze, na głębokości 6 m pod dnem zbiornika solińskiego

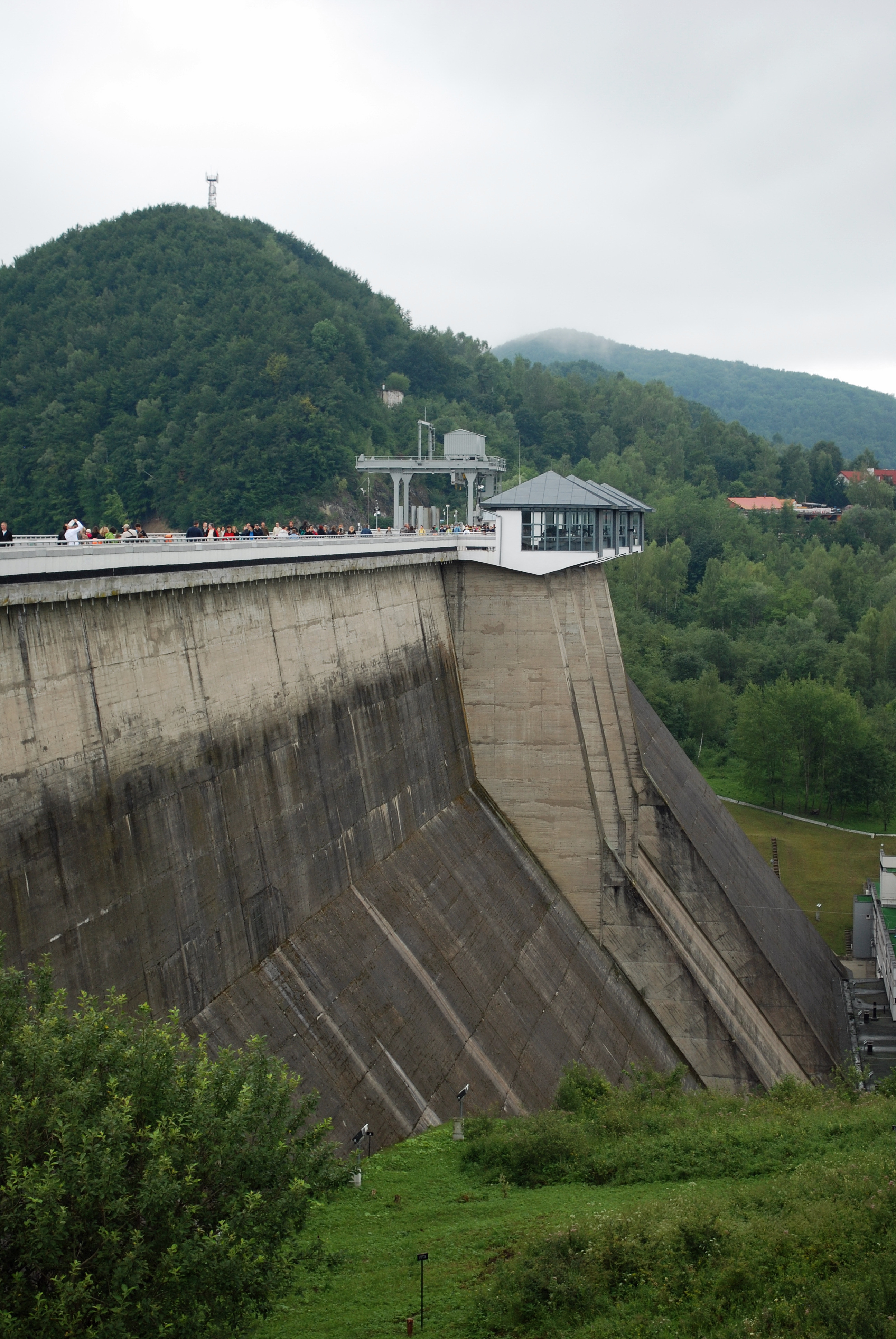
Zapora Solina

Zespół Elektrowni Wodnych Solina-Myczkowce S.A. – zespół 2 elektrowni wodnych na sztucznych zbiornikach wodnych na rzece San w gminie Solina w województwie podkarpackim. 
Są to Elektrownia Solina (49°23′44″N 22°27′13″E/49,395556 22,453611) i Elektrownia Myczkowce (49°25′55″N 22°24′06″E/49,431944 22,401667).

## Historia
Projekt wykorzystania pętli Sanu koło Myczkowiec powstał w 1921 roku. Autorem był profesor K. Pomianowski. Przewidywał on wybudowanie zapory o wysokości około 15 m, a następnie ujęcie wody kanałem otwartym i sztolnią bezciśnieniową oraz elektrownię o mocy 3,51 MW i produkcji średniej rocznej około 19 GWh. Przewidywany do wykorzystania spad wynosił 14 m. Wobec braku funduszy, budowę rozpoczętą w 1920 roku musiano przerwać w 1925 roku, choć brakowało do zakończenia zaledwie 300 tys. zł. Wykonany i zapłacony był m.in. tzw. jaz Stoneya. Wykonane były również kanał z ujęciem, sztolnia oraz fundamenty elektrowni. 
Po zakończeniu II wojny światowej odżył pomysł wykorzystania wód Sanu do produkcji energii elektrycznej. W 1951 r., po podpisaniu umowy polsko-radzieckiej o zmianie przebiegu granic, w wyniku której w granice Polski weszły tereny na prawym brzegu Sanu, w Warszawskim biurze Projektów Siłowni Wodnych przystąpiono ponownie do projektowania zbiornika i elektrowni wodnej w Myczkowcach. Projekt przewidywał częściowe wykorzystanie wykonanych już obiektów. Piętrzenie zapory podniesiono, dzięki czemu pojemność zbiornika wzrosła do 10,9 mln m³, a moc elektrowni do 8,3 MW. Na podstawie tego projektu rozpoczęto 1956 roku ponownie budowę. Generalnym wykonawcą było Krakowskie Przedsiębiorstwo Budownictwa Wodno-Inżynieryjnego, a podwykonawcami: Elektromontaż-Południe, Elektrobudowa, Mostostal i inne. Dwa turbozespoły z turbinami Kaplana dostarczone zostały przez firmę Ganz Mavag z Węgier. Turbiny miały moc 4150 kW, 300 obr./min. Generatory miały moc 5200 kVA.
Jednocześnie przystąpiono do prac projektowych nad o wiele większą zaporą i elektrownią, usytuowaną powyżej tej w Myczkowcach – w przewężeniu doliny Sanu w rejonie Soliny. Budowa zespołu elektrowni trwała 12 lat i składała się z dwóch etapów:
- budowa zapory ziemnej i Elektrowni Myczkowce w latach 1956–1960
- budowa zapory i Elektrowni Solina w latach 1961–1968. Zaporę oparto o szczyty Plasza i Jawor

Elektrownię Myczkowce uruchomiono w 1961, Elektrownię Solina w 1968.
Obiekty EW Solina i EW Myczkowce, jak również zbiorniki wodne, należą do spółki PGE Energia Odnawialna S.A. (dawniej Elektrownie Szczytowo-Pompowe S.A.).
W latach 2000–2003 zmodernizowano zaporę. Zwiększono moc elektrowni ze 136 MW do 200 MW, Wymieniono wirniki turbin, wał turbiny, hydrauliczno-mechaniczno-elektryczny regulator na elektroniczny pamięciowo programowalny regulator cyfrowy, oraz zmodernizowano generatory, zespoły regulacyjne. W części elektrycznej zmodernizowano generatory TZ klasyczne i odwracalne. Wymieniono jeszcze wiele innych aparatur, układów oraz transformatorów, zmniejszono liczbę przecieków w zaporze.
W 2015 roku na ścianie tamy w Solinie wykonano mural w technice clean (reverse), która polega na umyciu wybranych fragmentów ściany w celu utworzenia rysunku. Autorem rysunku jest Przemysław Truściński, przedstawia on zwierzęta zamieszkujące Bieszczady oraz tamtejszą roślinność.

## Dane techniczne
W skład Zespołu Elektrowni Wodnych Solina-Myczkowce wchodzą:
- zbiornik górny – Jezioro Solińskie
- Elektrownia Wodna Solina – szczytowo-pompowa z 4 turbozespołami typu Francisa o mocy zainstalowanej po modernizacji 200 MW i produkcji rocznej 112 GWh (2 turbiny rewersyjne pompujące wodę z Jeziora Myczkowskiego do Solińskiego)
- zbiornik dolny – Jezioro Myczkowskie
- Elektrownia Wodna Myczkowce – przepływowo-wyrównawcza z 2 turbozespołami z turbinami typu Kaplana o łącznej mocy zainstalowanej 8,3 MW

Pełna moc elektrowni Solina uzyskiwana jest przy przepływie ok. 400 m³/s, średni roczny przepływ Sanu w przekroju zapory to ok. 19,4 m³/s, co daje ok. 5% mocy zainstalowanej. Roczna produkcja energii elektrycznej w schemacie przepływowym to ok. 85 GWh, reszta produkcji pochodzi z cyklu szczytowo-pompowego.
Elektrownia Zwierzyń osiąga moc zainstalowaną przy przepływie ok. 50 m³/s. 
Obie elektrownie wodne są ze sobą powiązane gospodarką wodną. Pojemność zbiornika w Myczkowcach pozwala na pracę elektrowni Solina z pełną mocą w ciągu 5–6 godzin.